# 84P/Giclas
La comète Giclas, officiellement 84P/Giclas, est une comète périodique du système solaire, découverte le 8 septembre 1978 par Henry Lee Giclas à la station Anderson Mesa de l'observatoire Lowell.